# Angeduc
Angeduc [ɑ̃ʒdyk] ist eine französische Gemeinde mit 143 Einwohnern (Stand: 1. Januar 2022) im Département Charente. Sie gehört zum Arrondissement Cognac und zum Kanton Charente-Sud. 

## Geographie
Angeduc liegt etwa 25 Kilometer südwestlich von Angoulême.
Die Nachbargemeinden sind Val des Vignes im Norden und Osten, Saint-Aulais-la-Chapelle im Süden sowie Saint-Bonnet im Westen.

## Bevölkerungsentwicklung
| Jahr                       | 1962 | 1968 | 1975 | 1982 | 1990 | 1999 | 2006 | 2019 |
| -------------------------- | ---- | ---- | ---- | ---- | ---- | ---- | ---- | ---- |
| Einwohner                  | 129  | 119  | 111  | 104  | 105  | 96   | 106  | 128  |
| Quellen: Cassini und INSEE |      |      |      |      |      |      |      |      |

## Sehenswürdigkeiten

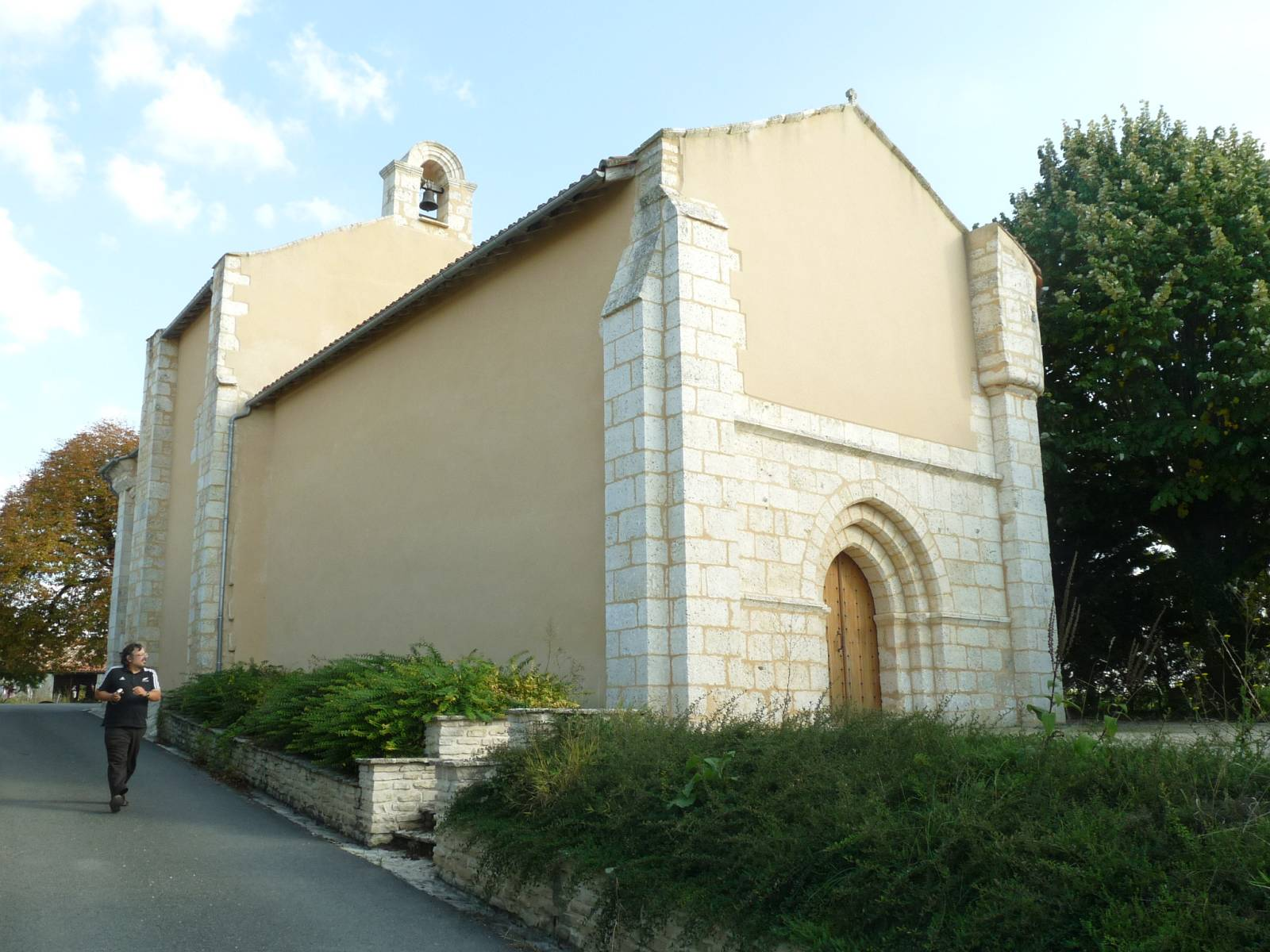
Kirche Saint-Barthélemy

- Kirche Saint-Barthélemy aus dem 11. Jahrhundert, Monument historique